# Институт Иво Лола Рибар
Институт Иво Лола Рибар је српски произвођач тешких алатних машина, роботике, индустријске опреме и индустријских рачунара, са седиштем у Београду, Србија. Име је добио по народном хероју Југославије Иви Лоли Рибару, најмлађем сину Ивана Рибара.

## Историјат
Институт је основан 1963. године уредбом Владе Републике Србије. У садашњем облику послује од 31. децембра 1985. године. Током осамдесетих година био је један од водећих технолошких инситута у СФРЈ.